# Gérard Eychenne
Gérard Eychenne, né le 2 juin 1956 à Toulouse, est un sportif français. Il a exercé la profession d'ajusteur tourneur fraiseur, puis technicien réseau en informatique. Il est parmi les champions de France Miniji.

## Biographie
Gérard Eychenne a commencé la pratique de la voile à l'âge de treize ans. Il débute dans les régates sur dériveurs (Jet, 470, Europe, etc.). Il arrive deuxième en 1977 à la coupe nationale JET (barreur).
En 2006, un accident de parapente lui occasionne une triple fracture vertébrale. Handicapé, il fait une recherche pour reprendre un sport maritime et il opte pour une discipline de la voile handisport : le Miniji puis sur les supports "Access" tels que le Skud 18, le 303 en simple et double, et le Liberty. 

## Access
- 2014 : 
  - 1er en 2.3 single au championnat de France handisport open (valide + handi) à Nantes (Loire-Atlantique)

- 2013 :
  - 1er  en solo sur Liberty au championnat d'Europe Hansa (ex Access) de voile handisport (open valide et handi) à Arbon (Suisse)

- 2012 :
  - 3e en solo (Liberty) et 6e en double (3.03) [1],[2] championnat du monde Access de voile handisport (open valide et handi) à Sydney
  - 1er en solo (3.03) au championnat de France Access de voile handisport (open valide et handi) à Calais

- 2010 :
  - 3e en solo (3.03) et  3e en double (Skud 18) au championnat du monde Access de voile handisport (open valide et handi) à Rutland

## Miniji
- 2014 :
  - 7edu championnat de France Miniji à Antibes (Alpes-Maritimes)
  - 1er de l’Interligue Miniji à Balaruc (Hérault)
  - 5e de l’Interligue Miniji à La Rochelle (Charente-Maritime)
  - 1er du classement de la classe Miniji

- 2013 :
  - 2e au championnat de France Miniji à Carcans Maubuisson
  - 1er au classement FFV classe Miniji

- 2012 :
  - 5e au championnat de France Miniji à Port la Forêt
  - 1er de l'Interligue Miniji d'Embrun[3]

- 2011 :
  - 2e au championnat de France Miniji à Thonon-les-Bains

- 2010 :
  - 1er du challenge handivoile Miniji de la Route du Rhum
  - 4e au championnat de France Miniji à Balaruc

- 2009 : 
  - 1er au championnat de France Miniji à Martigues
  - 1er au classement FFV classe Miniji
  - 1er encore au championnat Miniji de ligue Midi-Pyrénées
  - 1er au classement FFV régional ligue Midi-Pyrénées

- 2008 :
  - 9e au championnat de France Miniji à Carcans Maubuisson

- 2007 :
  - 6e au championnat de France Miniji à Saint-Victor-sur-Loire